# Hugo Breitenborn
Hugo Breitenborn (* 12. Mai 1894 in Probstheida bei Leipzig; † Februar/März 1945) war ein deutscher Politiker der Kommunistischen Partei Deutschlands (KPD) und Widerstandskämpfer gegen den Nationalsozialismus. Er war von 1929 bis 1933 Abgeordneter im Sächsischen Landtag.

## Leben
Breitenborn, Sohn eines Malergehilfen, erlernte nach der Volksschule die Berufe des Maurers und Schornsteinbauers. Von 1914 bis 1918 kämpfte er als einfacher Soldat im Ersten Weltkrieg. 1919 trat er in die KPD ein. Bis 1923 war Breitenborn Redakteur der KPD-Zeitung Sächsische Arbeiterstimme und gehörte der Parteileitung des Unterbezirks Leipzig an. 1923 hielt er sich zeitweise in der Sowjetunion auf. Ab 1929 war Breitenborn Mitglied der Bezirksleitung Westsachsen der KPD und ab Januar 1930 auch Mitglied der erweiterten Bezirksleitung Sachsen. 1930 wurde er hauptamtlicher Funktionär der Revolutionären Gewerkschaftsopposition (RGO) in Sachsen. Ab April 1932 fungierte er als Kassierer der RGO-Landesleitung Sachsen. Von 1930 bis zur Machtübernahme durch die Nationalsozialisten und dem Verbot kommunistischer Betätigung im Zuge der Reichstagsbrandverordnung im März 1933 war Breitenborn Abgeordneter des Sächsischen Landtags. 
Am 25. März 1933 wurde Breitenborn in Leipzig verhaftet und war bis August 1934 in sogenannter „Schutzhaft“. Der Historiker Udo Grashoff gibt unter Berufung auf einen Bericht des Mithäftlings Hugo Gräf aus dem Jahr 1935 an, dass Breitenborn während seiner Haft im KZ Colditz beim Neubau der NSDAP-Kreisleitung Colditz als Polier tätig war und seine Mitgefangenen schikaniert und denunziert habe.
Nach seiner Entlassung arbeitete Breitenborn bis 1944 in verschiedenen Berufen, vorwiegend als Maurer. Er unterstützte die Widerstandsgruppe um Georg Schwarz. Am 22. August 1944 wurde er erneut festgenommen und im Konzentrationslager Sachsenhausen inhaftiert. Während eines Transports in das KZ Bergen-Belsen kam er Ende Februar/Anfang März 1945 ums Leben.
In Leipzig ist ein Kleingartenverein nach Breitenborn benannt.